# كيووا هوشي
كيووا هوشي (باليابانية: 星 キョーワァン) (مواليد 25 يونيو 1997) هو لاعب كرة قدم ياباني.

## وصلات خارجية
- كيووا هوشي على موقع رابطة كرة القدم اليابانية للمحترفين (اليابانية)
- كيووا هوشي على موقع قاعدة بيانات كرة القدم.إي يو (الإنجليزية)
- كيووا هوشي على موقع Soccerway.com (الإنجليزية)
- كيووا هوشي على موقع عالم كرة القدم.نت (الإنجليزية)